# Fort de Rosny
Fort de Rosny – jeden z fortów wysuniętych dziewiętnastowiecznych fortyfikacji Paryża, zbudowanych z inicjatywy Adolphe’a Thiersa. Powstał w latach 1840–1846 na wzgórzu Montreuil dzisiejszego przedmieścia Paryża, Rosny-sous-Bois, w celu zabezpieczenia niedalekich wzgórz Avron.
Przez wzgórza Avron i Montreuil prowadziła strategiczna droga podejścia do Paryża. Kiedy więc po klęsce napoleońskiej rozpoczęto prace nad zabezpieczaniem stolicy, na tym kierunku wzniesiono jedno z pierwszych dzieł fortyfikacyjnych, redutę La Boissière, w 1831 roku. Drugą zbudowano ponad wsią Rosny (tzw. fort Charcalets), która – po wzniesieniu właściwego fortu de Rosny – osłaniała go od wschodu. Kolejnym dziełem obronnym był powstały w 1834 roku mały Fortin des Renardières. Fort położony jest na wzniesieniu o wysokości 110 m n.p.m., z tylko płytką kotliną w której leży Rosny-sous-Bois, oddzielającą go od wzgórz Avron, których skraj leżał ok. 1600 m od fortu. Działa północnej i południowej strony fortyfikacji dominowały nad równiną między Neuilly-sur-Marne i Bondy, kryjąc międzypola pomiędzy fortami Noisy na północy, i Nogent na południu.
Sam fort de Rosny to czworoboczny fort bastionowy, o długości ok. 400 m i szerokości 340 m (dłuższa oś jest zorientowana wschód-zachód), wzniesiony jako jeden z szesnastu fortów wysuniętych przed obwód ciągłego wału wokół Paryża (tzw. wału Thiersa). Jego pierwotna powierzchnia wynosiła ok. 25 ha. Fort otaczała 16-metrowej szerokości fosa z murowanymi skarpami i przeciwskarpami. Wschodni front, mierzony między krańcami bastionów, ma szerokość ok. 240 m, fronty północny i południowy ok. 330 m, a zachodni, tyłowy ok. 280 m. Pod frontową (wschodnią) kurtyną znajdowało się 13 kazamat, a w barkach bastionów po trzy; te ostatnie były wyposażone w strzelnice dla dział. Wał zachodni, szyjowy miał dwie kazamaty, oprócz bramnej; w przylegających doń bastionach znajdowały się magazyny prochowe, poza tym bastiony były lite.
Z kazamat wału frontowego poterna prowadziła między nasypami do obszernego placu broni, otoczonego wysokim murem, opatrzonym blankami, które górowały nad wałami (de facto tworząc rodzaj nadszańca). Przejścia z placu broni prowadziły do dolnego obwałowania, od strony wschodniej, które miało postać dodatkowego dzieła koronowego o narysie bastionowym (co widać na planie z 1866 roku, zob. ilustracja).
Za kurtynami wałów bocznych znajdowały się trzypiętrowe koszary czasu pokoju; w kurtynach wbudowane było po 9 kazamat, z których środkowa miała poternę prowadzącą do fosy, umożliwiające wycieczki. Na głównym wale, wysokim na 10 m i grubym na 4,5 m, znajdowały się stanowiska artylerii.
W czasie oblężenia Paryża w czasie wojny francusko-pruskiej fort ostrzeliwało go 10 baterii niemieckich, liczących łącznie 60 armat, w tym jedna, która – ze względu na korzystne położenie – prowadziła ogień na bardzo wówczas duży dystans 6200 m. Fort był podówczas uzbrojony był w 91 dział, na co składały się armaty gwintowane: o kalibrze 160 mm – 10 sztuk, forteczne 24-funtowe – 7, forteczne 12-funtowe – 6, oblężnicze 12-funtowe – 9, polowe 12-funtowe – 6, polowe 4-funtowe – 6, górskie 4-funtowe – 10, gładkolufowe 16-funtowe – 12, armatohaubice 12-funtowe – 8, haubice kal. 240 mm – 3, haubice kal. 160 mm – 4, moździerze kal. 270 mm – 2, moździerze kal. 220 mm – 4, a moździerze kal. 150 mm – 8 sztuk.
Po przegranej wojnie stacjonowały w nim wojska niemieckie, a potem 4. pułk żuawów. W czasie I wojny światowej znajdowały się tam stanowiska obrony przeciwlotniczej. Od 1927 roku stacjonują w nim służby bezpieczeństwa wewnętrznego, m.in. Francuska Żandarmeria Narodowa, agencja bezpieczeństwa informacji (fr. l’Agence nationale de la sécurité des systèmes d’information) (ANSSI), dlatego fort nie jest udostępniony do zwiedzania.

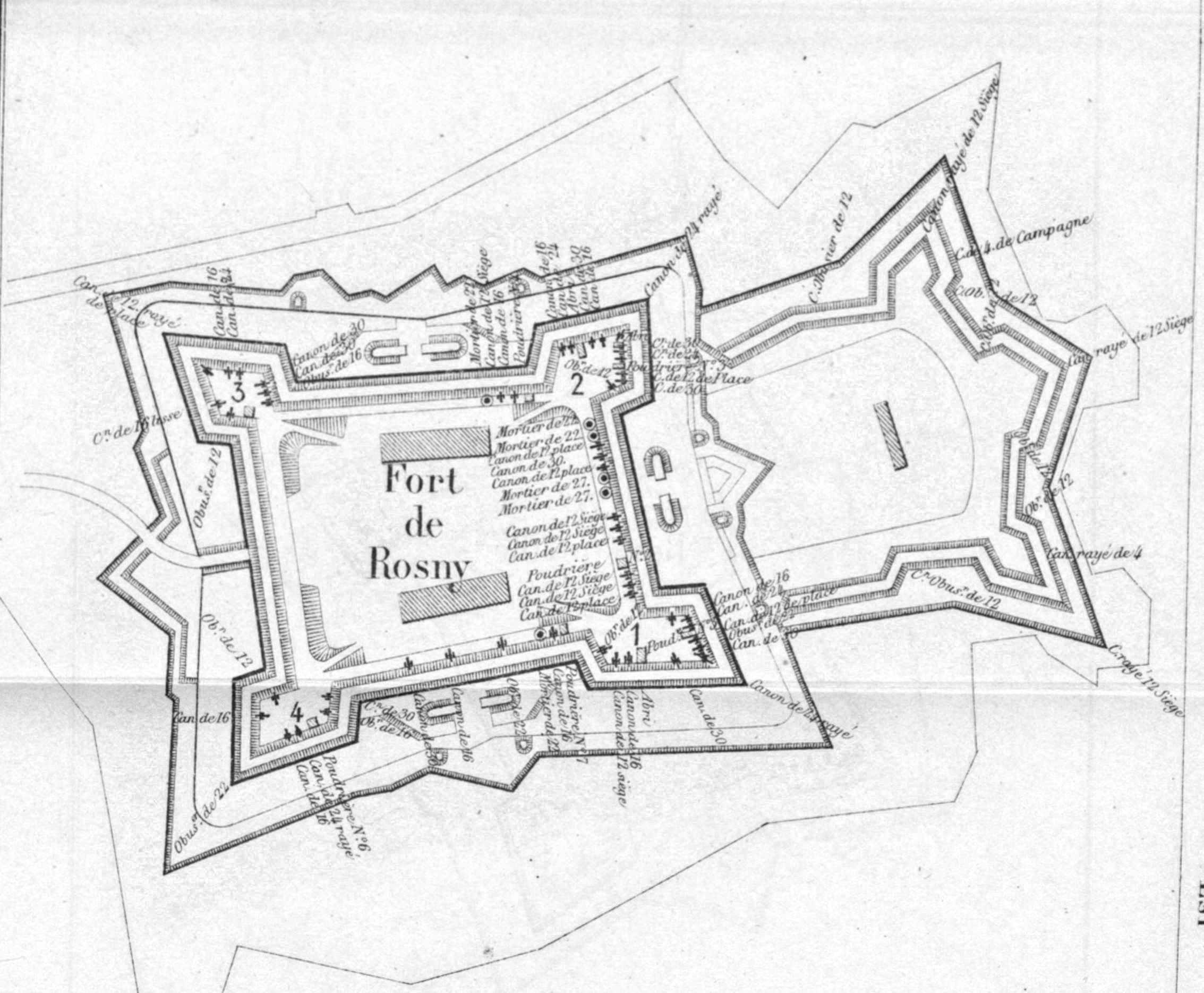
Plan fortu de Rosny w 1870, z zaznaczonymi początkowymi stanowiskami artylerii